# Vương tộc Staufer
Nhà Staufer (trước đây thỉnh thoảng cũng được gọi là Hohenstaufen) là một dòng họ quý tộc, từ thế kỷ 11 cho tới 13 có thế lực nhất Âu châu, với nhiều công tước Schwaben, vua La Mã Đức, và Hoàng đế La Mã Thần thánh. Cái tên Staufer bắt nguồn từ Lâu đài Hohenstaufen ở ngoài bìa phía Bắc của dãy núi Schwäbische Alb gần Göppingen nằm trên núi Hohenstaufen. Những vua chúa nổi tiếng nhất của quý tộc Staufer là Friedrich I (Barbarossa), Heinrich VI và Friedrich II.